# Pimpla disparis
Pimpla disparis là một loài tò vò trong họ Ichneumonidae.